# Crash Landing
Albums de Jimi Hendrix
Loose Ends
(1974) Midnight Lightning
(1975)
Crash Landing est un album studio posthume du guitariste américain Jimi Hendrix publié en mars 1975 par Alan Douglas via Reprise Records aux Etats-Unis et Polydor Records au Royaume-Uni. C'est le premier album posthume à être produit par Alan Douglas et Tony Bongiovi.
Bien qu'il rencontre le succès commercial à sa sortie, l'album est sujet à controverse car le producteur a procédé à une série de réenregistrements des parties instrumentales (à l'exception des guitares de Jimi) par des musiciens de studio, tout en se créditant co-auteur. Par la suite, l'album n'est plus réédité et n'est plus disponible à la vente.

## Historique
Depuis la sortie de son troisième album Electric Ladyland en 1968, Jimi Hendrix passe beaucoup de temps en studio de 1968 à 1970, ce qui a donné lieu à un nombre important de chansons, certaines presque terminées, publiables en l'état. Avant sa mort en septembre 1970, Jimi était en train de travailler sur son prochain album intitulé First Rays of the New Rising Sun qu'il n'aura pas le temps de terminer.
Après le décès de l'artiste, c'est son manager Michael Jeffery qui prend en main l'héritage musical et publie les albums posthumes The Cry of Love, Rainbow Bridge et War Heroes qui contiennent les chansons prévues pour First Rays of the New Rising Sun complétées par des enregistrements inédits, principalement des démos, datant de la même période ou d'avant. Début 1973, Jeffery prépare le prochain album posthume intitulé Loose Ends, mais sa sortie est annulée par le label Reprise Records aux États-Unis, jugeant la qualité du matériel présent médiocre (sur les huit titres, seuls deux sont "terminés"). Cela n'empêche pas l'album à sortir en Europe l'année suivante, mais sans Jeffery qui décède le 5 mars 1973 dans la collision aérienne de Nantes.
Après la mort de Jeffery, le producteur Alan Douglas est engagé par Al Hendrix, le père du guitariste, pour superviser l'héritage discographique,. Il avait été l'ami et le conseiller de Jimi lorsque celui-ci avait formé le Band of Gypsys, ce qui l'avait amené à coproduire avec Stephan Bright les sessions de répétitions du groupe en novembre 1969, mais sans grand résultat. Le producteur fait l'état des lieux en évaluant des centaines d'heures d'enregistrements non encore utilisés sur les précédents albums posthumes.

## Réalisation de l'album

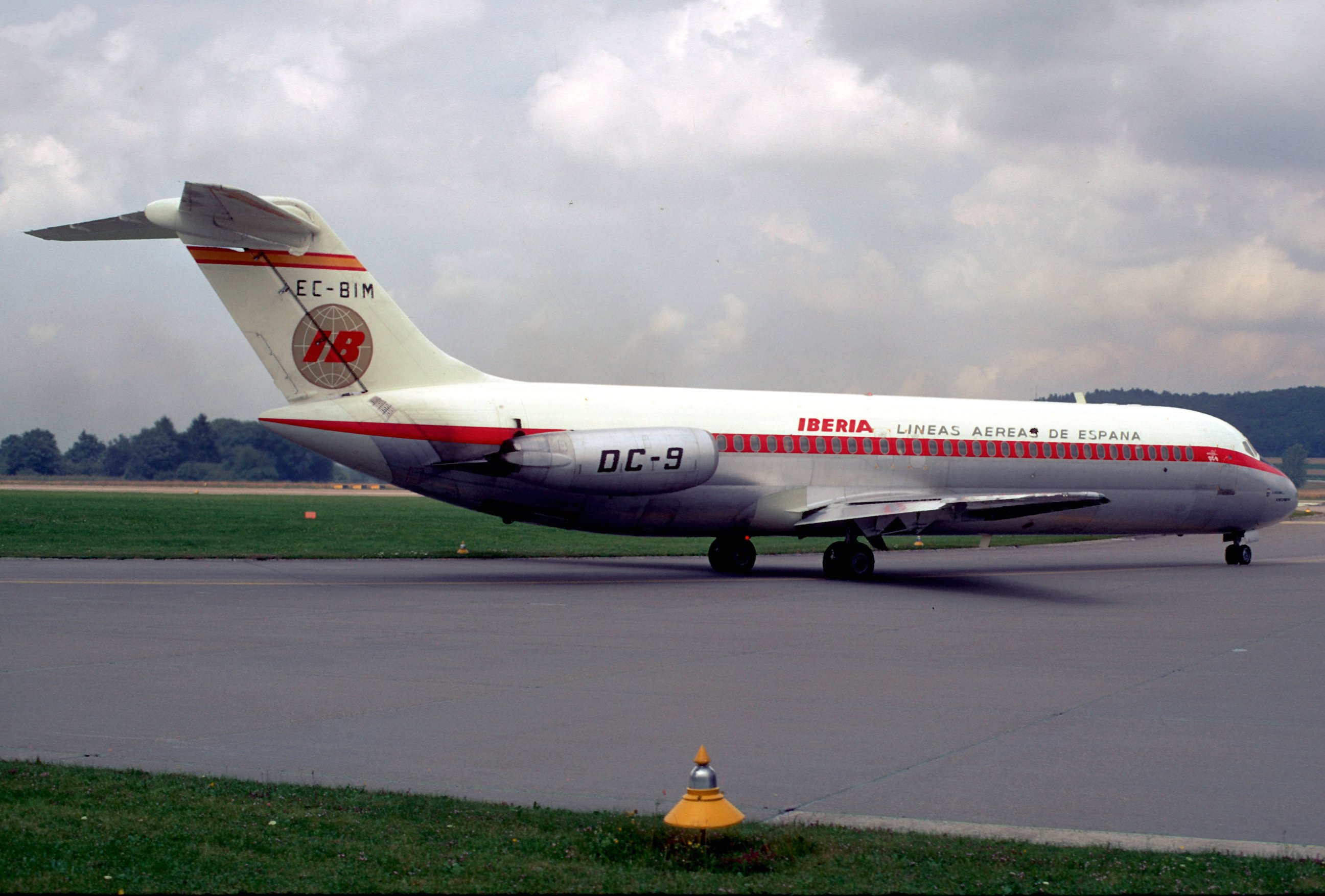
Le modèle d'avion similaire à celui de la collision aérienne de Nantes dans lequel se trouvait Michael Jeffery aurait inspiré Douglas pour le nom de l'album Crash Landing.

La faiblesse de Loose Ends, le précédent album posthume de Jimi Hendrix, est dû au fait qu'il n'y avait plus de matériel pour produire un disque de Jimi Hendrix de qualité, et Alan Douglas va s'en rendre rapidement compte. Dans un premier temps, il aurait envisagé de sortir un album « normal », avec les sessions originales, dont les titres auraient été les suivants :
Face 1
1. Crash Landing
2. Somewhere
3. Anything Is Possible
4. New Rising Sun (H 264 TTG 10/22/1968)

Face 2
1. Message To Love
2. Scat Vocal-Lead 1-Scat Vocal 2-Lead Vocal 2
3. Stone Free
4. Peace In Mississippi
5. Here Comes Your Lover Man

Insatisfait du résultat, Douglas décide de changer de stratégie et fait appel aux compétences de l'ingénieur du son Tony Bongiovi, qui avait travaillé comme ingénieur du son durant les sessions du troisième album de The Jimi Hendrix Experience. Tous deux décident d'engager des musiciens de studio pour enregistrer de nouvelles parties d'accompagnement, afin de remplacer des parties jugées mauvaises ou d'en ajouter de nouvelles, tout en voulant actualiser la musique de Jimi, quitte à trahir son œuvre. Douglas sélectionne les titres ayant, soit un chant de qualité, soit des parties de guitares intéressantes.
Ce procédé, qui suscite une polémique à la sortie de l'album, est, selon Bongiovi, similaire au copié-collé dans l'ère du numérique, ce que fera Douglas par la suite pour l'album posthume Blues en 1994, puis Eddie Kramer à partir de 1995. La raison pour laquelle les deux hommes ont fait appel à des musiciens professionnels de studio qui n'ont jamais joué avec Hendrix est qu'ils étaient capables de prouesses techniques et de sérieux, et pas créatifs. En effet, à l'époque, il était impossible d'accélérer une bande sans modifier la tonalité du morceau, ce qui compliquait le travail car il fallait en plus écrire chaque partie. Certains de ces musiciens perdront leur calme, au point que le premier guitariste Jeff Mironov démissionne en cours de travail. Finalement, la majeure partie de l'album est réenregistrée et Douglas co-signe cinq des huit chansons.

## Publication et controverse
Première publication posthume sous l'ère Douglas, l'album rencontre le meilleur succès commercial depuis le premier album posthume The Cry of Love (1971) grâce à une campagne de publicité parfaitement orchestrée, en se classant cinquième aux États-Unis et au Canada, et 35e au Royaume-Uni. Pourtant, la sortie de l'album a immédiatement suscité la controverse.
En baptisant son premier album de Jimi Hendrix en tant que producteur Crash Landing, Alan Douglas faisait preuve d'un sens de l'humour pour le moins féroce : c'est en effet l'accident d'avion qui a coûté la vie à Michael Jeffery qui lui a permis de prendre les commandes de la gestion de l'héritage musical de Hendrix. Le procédé de Douglas de faire réenregistrer de nouvelles parties instrumentales fait controverse car, en plus de co-signer une partie de l'album, le résultat de son travail manque de relief et d'énergie, pourtant consubstantielle à la musique du guitariste.

## Contenu

Billy Cox et Buddy Miles (à droite de Jimi Hendrix) sont les seuls musiciens originaux qui accompagnent Jimi sur l'album.
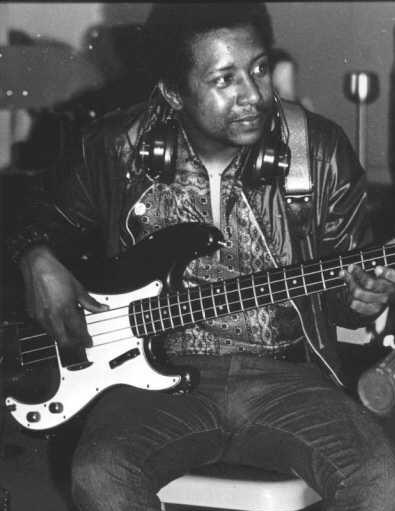
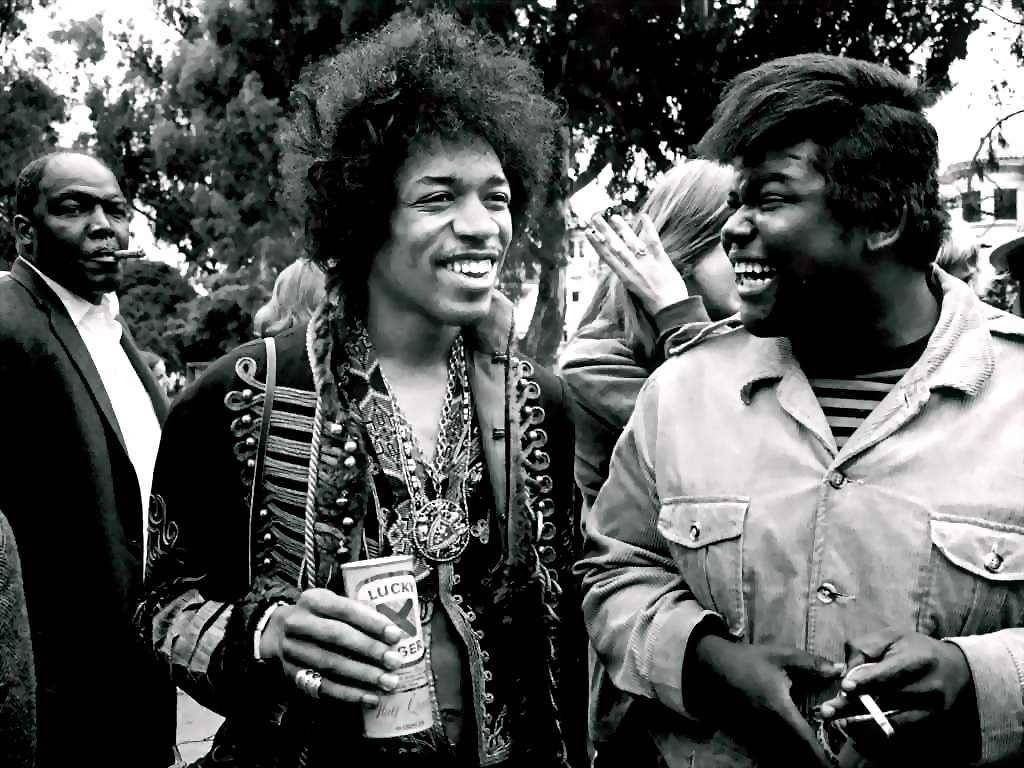

L'album s'ouvre avec Message To Love, dans une version quasiment non retravaillée du Band of Gypsys. Rééditée depuis dans des versions très proches sur Voodoo Soup en 1995 puis sur The Jimi Hendrix Experience Box Set en 2000, la chanson était déjà connue du public depuis la publication de l'album Band of Gypsys (1970) avant la mort de Hendrix.
Somewhere est une chanson inachevée issue des sessions d'Electric Ladyland dont la prise n'est pas publiable en l'état, la section rythmique n'était pas toujours en place. La version publiée dans le coffret The Jimi Hendrix Experience Box Set en 2000 comporte une nouvelle partie de batterie réenregistré par Mitch Mitchell. La version d'Alan Douglas est respectueuse de la composition, bien qu'il rajoute de l'écho.
Crash Landing est une ébauche de la chanson Freedom prévu pour l'album inachevé First Rays of the New Rising Sun. Alan Douglas l'a retravaillé à partir de la prise où le chant est le plus convaincant, en commençant par remplacer la section rythmique, celle d'Al Marks et Rocky Isaac n'étant pas à la hauteur, en ajoutant des choristes féminins et Bongiovi a rajouté un jeu solo de Hendrix depuis une autre prise. Mais le résultat est médiocre selon les spécialistes.
Bien que déjà publiée par Jeffery sur l'album posthume Loose Ends (1974), Douglas publie une nouvelle version de Come Down Hard On Me retravaillée par son équipe à partir de la prise (de répétition inachevée, mais de qualité) pour la rendre plus funk. Mais sa présence dans l'album est anecdotique selon les spécialistes.
La face deux s'ouvre avec Peace In Mississippi, une improvisation instrumentale issue des sessions aux studios TTG lors du séjour de Hendrix à Los Angeles en 1968. Douglas va la retravailler pour la structurer mais le résultat manque de cohérence selon les spécialistes. Douglas proposera une version non altérée de cet instrumental sur l'album posthume controversé Voodoo Soup 20 ans plus tard.
Ayant produit certaines sessions du Band of Gypsys, Alan Douglas a peu retravaillé la chanson Power of Soul (renommé With The Power ici) pour l'inclure sur l'album (bien qu'elle soit déjà connu du public depuis interprétation sur Band of Gypsys), mais a beaucoup réduit sa structure et les parties instrumentales et son mixage manque de relief. La version d'origine mixée par Eddie Kramer paraitra en 2018 dans l'album Both Sides of the Sky.
En 1969, une nouvelle version de Stone Free est enregistré par The Jimi Hendrix Experience avant sa séparation, mais ne sera publiée qu'en 2000 dans le coffret The Jimi Hendrix Experience Box Set. En attendant, Alan décide de la retravailler pour l'album (en l'intitulant alors Stone Free Again), mais le résultat n'est pas à la hauteur pour les amateurs.
Captain Coconut, qui clôt l'album, est une chimère musicale créée à l'origine par John Jansen en 1972 à partir de 3 séquences musicales complètement distinctes, prévue à l'origine pour l'album posthume War Heroes mais abandonnée après une mise au point avec Eddie Kramer. Pourtant, Alan décide de la finaliser et de la sortir. Ce titre est un mélange de l'instrumental New Rising Sun (futur Hey Baby (New Rising Sun)) qui paraitra dans les compilations posthumes Voodoo Soup en 1995 et West Coast Seattle Boy en 2010, et de l'improvisation Ezy Ryder-MLK qui paraitra sur Burning Desire en 2006.

## Les titres
Toutes les chansons sont écrites et composées par Jimi Hendrix (crédité Hendrix, Douglas).
| 1.    | Message to Love            | 19 décembre 1969 au Record Plant Studios, New York                  | 3:14 |
| 2.    | Somewhere Over The Rainbow | 13 mars 1968 au Sound Center, New York                              | 3:30 |
| 3.    | Crash Landing              | 24 avril 1969 au Record Plant Studios                               | 4:14 |
| 4.    | Come Down Hard On Me       | 15 juin 1970 aux studios Electric Lady, New York                    | 3:16 |
| 5.    | Peace In Mississippi       | 24 octobre 1968 aux studios T.T.G., Los Angeles                     | 4:21 |
| 6.    | With The Power             | 21 janvier 1970 et 3 février 1970 au Record Plant Studios, New York | 3:28 |
| 7.    | Stone Free Again           | 7 avril 1969 au Record Plant Studios, New York                      | 3:25 |
| 8.    | Captain Coconut            | 23 janvier 1970 au Record Plant Studios, New York                   | 4:06 |
| 29:34 |                            |                                                                     |      |

## Personnel
- Jimi Hendrix : guitars, lead vocals, chœurs
- Buddy Miles : batterie et chœurs sur Message to Love et With the Power
- Billy Cox : basse sur Message to Love, With the Power et Captain Coconuts[14], chœurs sur Message to Love et With the Power
- Juma Sultan : percussion sur Message to Love

Ajoutés en 1975:
- Jimmy Maelen : percussion (sauf Message to Love et Come Down Hard on Me)
- Jeff Mironov : guitare (sauf Message to Love, With the Power et Captain Coconuts)
- Allan Schwartzberg : batterie (sauf Message to Love et With the Power)
- Bob Babbitt : basse (sauf Message to Love, With the Power et Captain Coconuts)
- Linda November, Vivian Cherry et Barbara Massey : chœurs sur Crash Landing

## Postérité discographique
- Message To Love, Somewhere Over The Rainbow (Somewhere), Stone Free Again (Stone Free) et Come Down Hard On Me paraissent dans le coffret The Jimi Hendrix Experience en 2000 sous des versions dépouillées ou alternatives.
- Crash Landing, Somewhere et la jam d'origine Ezy Ryder/MLK Jam d'où est tirée Captain Coconut sont publiées en 2013 dans l'album posthume People, Hell and Angels dans leur version d'origine.
- With The Power parait sur South Saturn Delta dans une autre version.
- Peace In Mississippi n'est pas paru depuis la reprise du catalogue par la famille de Hendrix en 1995.